# L'amore di una grande regina
L'amore di una grande regina (Mädchenjahre einer Königin) è un film del 1954 diretto da Ernst Marischka. È noto in Italia anche col titolo alternativo La giovane regina Vittoria.

## Trama
La giovane duchessa Vittoria, orfana di padre, viene cresciuta ed educata con serietà ma anche con tenerezza dalla madre e dallo zio, Leopoldo del Belgio. Solo alla morte del re, Vittoria scoprirà ciò che l'attende: salire al trono d'Inghilterra. La ragazza, appena diciottenne, viene incoronata e inizia il difficile compito di regina, affiancata dalla madre e dal fedele Lord Melbourne. Dopo poco tempo, però, si iniziano a fare nomi per un possibile consorte per la giovane sovrana. Nel palazzo di Kensington a Londra si fanno i preparativi per la festa di compleanno della giovane regina Vittoria. Al ricevimento parteciperanno i reali di tutto il mondo, ma anche i pretendenti alla mano della ragazza. 
Ma Vittoria, refrattaria all'idea di prendere marito, scompare, senza rispettare il cerimoniale.
Si rifugia in un piccolo albergo dove conosce un giovane, di cui si innamora, senza sapere che anche lui è uno dei pretendenti invitati alla sua festa di compleanno. Nella stessa locanda, si trova anche un'orchestra viennese che deve suonare a corte. La sera, i musicisti austriaci, diretti dal loro leader, il maestro Strauss, improvvisano una serata musicale a base del nuovo ballo in voga a Vienna, il valzer e Vittoria si trova tra le braccia del suo innamorato, a ballare quella danza considerata fino a poco tempo prima scandalosa.
Vittoria torna a corte, accettando il suo destino. Quando arrivano gli ospiti durante la grande festa, le diverse fazioni politiche cercano di influire sulla scelta della regina. Ma, quando nella sala entra il principe Alberto di Sassonia-Coburgo-Gotha, Vittoria riconosce in lui il giovane della locanda: uniti di nuovo in un coinvolgente valzer, i due innamorati si ritrovano senza che alcun ostacolo si ponga davanti al loro destino comune. Tranne una questione di cerimoniale: per seguire l'etichetta, Alberto non può chiedere la mano alla regina e deve aspettare che sia lei a decidersi a farlo.

## Produzione
Il film fu prodotto dall'Erma-Film e dalla Sie Verling.

## Distribuzione
Distribuito dalla UFA-Filmverleih GmbH, uscì in prima a Colonia il 16 dicembre. In Austria, la Sascha Filmverleih lo presentò in prima a Vienna il 28 dicembre 1954.